# Korsická rallye 2011
Korsická rallye 2011 byla třetí soutěží šampionátu Intercontinental Rally Challenge 2011. Zvítězil zde Thierry Neuville s vozem Peugeot 207 S2000.

## Průběh soutěže
Neuville vyhrál první dva měřené testy před Janem Kopeckým s vozem Škoda Fabia S2000. Po třetím testu se před kopeckého posunuli Bryan Bouffier a Guy Wilks na Peugeotech. Wilks ovšem na dalším testu havaroval a odstoupil. Bouffier vyhrál následující zkoušku, ale v té další měl defekt a propadl se. Na čele závodu tak opět byla dvojice Neuville a Kopecký. Za ně se posunuli Andreas Mikkelsen a Freddy Loix s Fabiemi.
Kopecký stále bojoval s Neuvillem o první místo, ale nepodařilo se mu jej porazit. Neuville tak zvítězil poprvé v kariéře. Třetí byl Loix. Na čtvrté místo se posunul Bouffier, který ale po jezdecké chybě vylétl z trati a odstoupil. Na dalších pozicích byli Campana, Magalhaes a Mikkelsen, který se propadl po defektu.

## Výsledky
1. Thiery Neuville, Nicolas Gilsoul - Peugeot 207 S2000
2. Jan Kopecký, Petr Starý - Škoda Fabia S2000
3. Freddy Loix, Frederic Miclotte - Škoda Fabia S2000
4. Pierre Campana, Sabrina de Castelli - Peugeot 207 S2000
5. Bruno Magalhães, Paulo Grave - Peugeot 207 S2000
6. Andreas Mikkelsen, Ola Floene - Škoda Fabia S2000
7. Julien Maurin, Olivier Ural - Ford Fiesta S2000
8. Toni Gardemeister, Tapio Suominen - Škoda Fabia S2000
9. Patrik Sandell, Staffan Parmander - Škoda Fabia S2000
10. Jean-Matthieu Leandri, Pierre-Marien Leonardi - Peugeot 207 S2000